# Bronina
Bronina – wieś w Polsce, położona w województwie świętokrzyskim, w powiecie buskim, w gminie Busko-Zdrój. Leży przy drodze krajowej DK73.
W latach 1954–1959 wieś należała i była siedzibą władz gromady Bronina, siedzibę gromady przeniesiono do miasta Busko-Zdrój, a w 1961 zmieniono nazwę gromady na Busko-Zdrój. W latach 1975–1998 miejscowość administracyjnie należała do województwa kieleckiego.
W 1827 r. wieś liczyła 25 domów i 116 mieszkańców. Natomiast według ówczesnego podziału administracyjnego leżała w gminie Busko, w powiecie stopnickim, w województwie krakowskim. 
We wsi, przy skrzyżowaniu drogi Kielce-Tarnów z drogą do Widuchowy, znajduje się pomnik upamiętniający ofiarę żołnierzy poległych podczas kampanii wrześniowej w rozegranej tu krwawej bitwie.
W Broninie znajduje się jaskinia Sawickiego.

## Integralne części wsi
| SIMC    | Nazwa           | Rodzaj    |
| ------- | --------------- | --------- |
| 0231509 | Kolarzówka      | część wsi |
| 0231515 | Tomasiewiczówka | część wsi |

## Obiekty
- Specjalny Ośrodek Szkolno-Wychowawczy - najstarsza tego typu placówka w województwie[7]
- Sala Królestwa Świadków Jehowy[8]